# Lizzy Weiss
Lizzy Weiss (Los Ángeles, 1971) es una guionista, productora de televisión y guionista de televisión estadounidense.

## Vida personal
Weiss nació y se crio en Los Ángeles, California. Después de graduarse de la Universidad de Duke en el año 1992 con una Licenciatura en Sociología y Estudios de la Mujer continuó sus estudios en la Universidad de Nueva York y obtuvo una Maestría en Comunicación en el año 1993.

## Carrera profesional
Después de terminar sus estudios hizo una serie de trabajos de escritura hasta que en 1999 Weiss escribió para la película original de MTV, Holding Patterns. Esta fue la primera vez que le pagaron por sus escritos. Aunque la película no lo hizo de aire fue contratada nuevamente por MTV para escribir la serie de televisión Undressed.
Mientras escribía para MTV le dieron un artículo titulado "Surf Girls of Maui" de la revista Outside. Ella escribió un guion para una película que fue similar a la del artículo. Después de que John Stockwell, fue contratado para dirigir la película Blue Crush, Weiss fue elegida para escribir la película.
Los otros créditos de Weiss en televisión incluyen Cashmere Mafia y la serie de ABC Family, Switched at Birth, en la que es creadora y productora ejecutiva.

## Premios y nominaciones
| Año  | Resultado | Premio       | Categoría                            | Trabajo           |
| ---- | --------- | ------------ | ------------------------------------ | ----------------- |
| 2012 | Ganador   | Gracie Award | Outstanding Producer - Entertainment | Switched at Birth |